# Hans Segelken
Hans Segelken (* 31. Mai 1897 in Bremerhaven; † 21. Dezember 1982 in Hamburg) war ein deutscher Ministerialbeamter und Reichsgerichtsrat.

## Leben
Hans Segelken war der Sohn eines Schiffbauingenieurs. Bei Ausbruch des Ersten Weltkriegs 1914 meldete er sich als Freiwilliger zum Husaren-Regiment „Kaiser Franz Josef von Österreich, König von Ungarn“ (Schleswig-Holsteinisches) Nr. 16. Weihnachten 1914 kam er an die Ostfront. Er schied Ostern 1916 als Husarenkorporal aus der Kavallerie aus. Er kam als Leutnant der Infanterie an die Westfront und wurde Regimentsadjutant. Auf Grund eines Oberschenkeldurchschusses im Oktober 1918 erlebte er die Revolution im Lazarett. Nachdem er im Januar 1919 entlassen worden war, begann er an der Ludwig-Maximilians-Universität München ein Studium der Mathematik und Naturwissenschaften. Ein Notabitur hatte er bereits 1916 abgelegt. Zum Wintersemester wechselte er zur Rechtswissenschaft. Er hörte Max Weber, Karl von Amira, Karl Rothenbücher, Reinhard Frank, Ernst von Beling, Wilhelm Kisch und Konrad Cosack. 1919/20 war er Mitglied des Freikorps Epp, aus dem er nach eigener Aussage kurz vor dem Kapp-Putsch austrat. Nach dem 1. Staatsexamen im Juni 1921 wurde er Referendar in Bremen. 1923 wurde er an der Universität Hamburg zum  Dr. iur. promoviert. 1925 legte er sein Assessorexamen am Hanseatischen Oberlandesgericht ab. Zunächst wurde er in seiner „Heimatstadt“ Wesermünde  (Segelken) Syndikus der Industrie- und Handelskammer Bremerhaven. Ab 1925 war er Vorsitzer des Reichsoberseeamts. 1926 wurde er vom Richterwahlausschuss gewählt und er wurde 1927 Richter am Amtsgericht Bremerhaven, 1930 Richter am Land- und Amtsgericht Bremen. Er war 1933 Strafkammerbeisitzender im Prozess um die Norddeutsche Wollkämmerei & Kammgarnspinnerei.
Nach dem Wahlsieg der Nationalsozialistischen Deutschen Arbeiterpartei bei der Reichstagswahl März 1933 trat er im Mai 1933 der Partei und der Sturmabteilung als Märzgefallener bei. Sein Verhältnis zur NSDAP beschrieb er selbst als gespannt: Er habe sich der Geheimen Staatspolizei als turnusmäßiger Untersuchungsrichter widersetzt, seine Reise in die Sowjetunion (1930) sei gegen ihn verwendet worden und er habe auf einem Vortrag der Deutschen Friedensgesellschaft den Pazifisten und Generalmajor Paul von Schoenaich gegen Randalierer verteidigt. Für Klaus-Detlev Godau-Schüttke war er „ein überzeugter Nationalsozialist“. Die Einschätzung stützt sich darauf, dass Segelken ein langjähriger Freund und Mitarbeiter von Curt Rothenberger war und dessen Aufstieg mitvollzog. 1935 wurde Rothenberger auf Segelken aufmerksam und holte ihn als Hilfsrichter an das Oberlandesgericht in Hamburg und im Dezember 1936 wurde Segelken Oberlandesgerichtsrat. Nach Beginn des Zweiten Weltkriegs diente er 1939–1941 als Hauptmann im Heer (Wehrmacht). 1940 wurde er kurzzeitig Prisenrichter. In der Leningrader Blockade erlitt er einen Durchschuss des Oberschenkels. 1941 ernannte man ihn zum Amtsgerichtspräsidenten. Als Rothenberger nach Berlin ins Reichsjustizministerium ging, folgte Segelken ihm im September 1942 nach. Er wurde zum Ministerialdirektor ernannt und leitete zuerst die Abteilung II (Ausbildung). Damit verbunden war der Vorsitz in der Reichsjustizprüfungskommission. Er war damit Nachfolger von Otto Palandt. Später wurde er nach seiner Aussage suspendiert, weil er nach Ansicht der Parteikanzlei „politisch unzuverlässig“ sei. Bis zur Übernahme der Leitung der Abteilung VII (Handel) war er beurlaubt. Nach dem Sturz Rothenbergers Ende 1943 war Segelken der Einzige aus der „Hamburger Riege“, der zu Rothenberger stand und „aus persönlichen Gründen“ aus dem Justizministerium ausschied. Zum 1. Juni 1944 wurde er Reichsgerichtsrat. Er war im I. Zivilsenat des Reichsgerichts tätig, weil er langjähriges Mitglied des Reichsoberseeamts gewesen war und der I. Zivilsenat auch für Seesachen zuständig war. Segelken wurde Anfang April 1945 aus dem Reichsgericht abberufen und „zur Wahrnehmung der Geschäfte als Vorsitzer des Reichsoberseeamtes und des Reichsdisziplinarhofes in Hamburg und damit Reichskommissar für die Seeschifffahrt […] zur Verfügung gestellt.“
1945 wurde seine 1926 geschlossene erste Ehe geschieden. Ende 1946 wurde er Justitiar der im Wiederaufbau begriffenen zentralen Versicherungsaufsichtsbehörde. In der Entnazifizierung wurde er 1948 als „entlastet“ eingestuft. 1948 gründete er in Hamburg eine bis heute renommierte Kanzlei, die seit dem Zusammenschluss mit Friedrich-Karl Suchopar 1950 unter dem Namen Segelken & Suchopar firmiert. 1950 heiratete er zum zweiten Mal. Er hatte fünf Kinder.

## Schriften
- Existiert Gerechtigkeit? Hamburg 1979.
- Kapitänsrecht, Hamburg 1967 bzw. 2. Auflage, Hamburg 1974.
- Amor fati, Autobiografie, Hamburg 1970.

### Rezensionen zur Autobiografie
Seine Autobiografie „Amor fati“ wird unterschiedlich bewertet:
- „Die Darstellung Segelkens, die eine Mischung aus Reiseberichten, selbstkritischen Rückblicken und philosophischen Betrachtungen ist, muss mit Vorsicht betrachtet werden.“ Susanne Schott.[5]
- „Strafrichter haben kaum je ihre Erinnerungen veröffentlicht – ein gutes Zeitbild hat Hans Segelken gegeben“ (1970), Handwörterbuch der Kriminologie.[6]
- „Man lernt einen lebhaften Geist und welterfahrenen Mann kennen; die Lektüre macht aber einigen sachlichen und sprachlichen Verdruß ... Für die Geschichte der Justiz des Dritten Reiches hat das Buch mäßigen Wert.“ Richard Schmid.[7]
- „Ein reiches Werk“, Herbert Schneider, BGH-Rechtsanwalt[8]
- „schreibt offen“, Franciszek Ryszka.[9]
- „peinliche Kaschierung von Opportunismus“, Theo Rasehorn.[10]
- „Als Ausnahme[n] [in der Vergangenheitsaufarbeitung] herausragend…“, Rainer Schröder.[11]